# Bouquet (geur)
Bouquet is de compositie van geuren van genotmiddelen als wijn (in de vinologie), bier, of sigaren. 

## Bier
Het bouquet van bier is het beste te omschrijven als de opstijgende kruidige geur van het bier. Deze wordt voor het grootste deel veroorzaakt door de hop, maar ook de geurassociatie naar mout en andere granen spelen hierin een rol. De temperatuur speelt hierbij een belangrijke rol. Bieren die bij een hogere temperatuur gedronken worden, hebben over het algemeen meer bouquet dan een pilsje uit de koelkast. Ook geldt veelal, dat hoe zwaarder het bier is hoe meer bouquet het heeft.